# Heart. Beats
Heart. Beats – debiutancki album pochodzącego ze Szwecji wokalisty Danny’ego. Wydany po raz pierwszy w Szwecji w 2007 roku, w kolejnych miesiącach album ukazywał się w innych krajach Europy.
W przygotowaniu płyty uczestniczył Jonas Von der Burg, który jest współtwórcą sukcesów grupy September. W Polsce pierwszym singlem promującym płytę została piosenka If Only You feat. Therese.

## Lista utworów
1. I'll Be Over You
2. Tokyo
3. Hey (I’ve Been Feeling Kind of Lonely)
4. Only Wanna Be with You
5. Play It for the Girls
6. Blue
7. Purest Delight
8. If Only You
9. Do or Die
10. Together Some Day
11. Stay

Utwory bonusowe
- 12. Tokyo (Wersja hiszpańska)

Utwory ukryte
- 13. Here I Am